# Dynamenella laticauda
Dynamenella laticauda är en kräftdjursart som beskrevs av Nunomura 1999. Dynamenella laticauda ingår i släktet Dynamenella och familjen klotkräftor. Inga underarter finns listade i Catalogue of Life.